# Atletiek op de Olympische Zomerspelen 2000 – Marathon vrouwen
De marathon voor vrouwen op de Olympische Zomerspelen 2000 op het stratenparcours in Sydney vond plaats op zondag 24 september 2000. Het was de vijfde editie van de vrouwenmarathon bij de Olympische Spelen. Het parcours had een officiële lengte van 42,195 km. De finish vond plaats in het Stadium Australia. De wedstrijd begon om 09:00 vlak bij het North Sydney Oval. De wedstrijd werd gewonnen door de Japanse Naoko Takahashi. Met haar finishtijd van 2:23.14 verbeterde ze het olympisch record. 

## Uitslag
| Rang   | Atlete                 | Land | Tijd    | Extra |
| ------ | ---------------------- | ---- | ------- | ----- |
| Goud   | Naoko Takahashi        | JPN  | 2:23.14 | OR    |
| Zilver | Lidia Şimon            | ROU  | 2:23.22 |       |
| Brons  | Joyce Chepchumba       | KEN  | 2:24.45 | SB    |
| 4      | Esther Wanjiru         | KEN  | 2:26.17 |       |
| 5      | Madina Biktagirova     | RUS  | 2:26.33 | SB    |
| 6      | Elfenesh Alemu         | ETH  | 2:26.54 |       |
| 7      | Eri Yamaguchi          | JPN  | 2:27.03 | SB    |
| 8      | Ham Bong-Sil           | PRK  | 2:27.07 | PB    |
| 9      | Fatuma Roba            | ETH  | 2:27.38 |       |
| 10     | Ren Xiujuan            | CHN  | 2:27.55 |       |
| 11     | Kerryn McCann          | AUS  | 2:28.37 |       |
| 12     | Maura Viceconte        | ITA  | 2:29.26 |       |
| 13     | Tegla Loroupe          | KEN  | 2:29.45 |       |
| 14     | Irina Bogacheva        | KGZ  | 2:29.55 |       |
| 15     | Ari Ichihashi          | JPN  | 2:30.34 |       |
| 16     | Adriana Fernández      | MEX  | 2:30.51 |       |
| 17     | Judit Nagy-Földing     | HUN  | 2:30.54 | SB    |
| 18     | Ornella Ferrara        | ITA  | 2:31.32 |       |
| 19     | Chris Clark            | USA  | 2:31.35 | PB    |
| 20     | Jong Yong-Ok           | PRK  | 2:31.40 | PB    |
| 21     | Manuela Machado        | POR  | 2:32.29 |       |
| 22     | Nadja Wijenberg-Ilyina | NED  | 2:32.29 | SB    |
| 23     | Ljoebov Morgoenova     | RUS  | 2:32.35 |       |
| 24     | Sonja Krolik-Oberem    | GER  | 2:33.45 |       |
| 25     | Martha Tenorio         | ECU  | 2:33.54 |       |
| 26     | Marian Sutton          | GBR  | 2:34.33 |       |
| 27     | Érika Olivera          | CHI  | 2:35.07 | SB    |
| 28     | Kim Chang-Ok           | PRK  | 2:35.32 | SB    |
| 29     | Alina Gherasim         | ROU  | 2:36.16 |       |
| 30     | Ana Isabel Alonso      | ESP  | 2:36.45 |       |
| 31     | Colleen De Reuck       | RSA  | 2:36.48 |       |
| 32     | María Portillo         | PER  | 2:36.50 |       |
| 33     | Griselda González      | ESP  | 2:38.28 |       |
| 34     | O Mi-Ja                | KOR  | 2:38.42 |       |
| 35     | Sue Hobson             | AUS  | 2:38.44 |       |
| 36     | Gadissie Edato         | ETH  | 2:42.29 |       |
| 37     | Serap Aktaş            | TUR  | 2:42.40 |       |
| 38     | Daria Nauer            | SUI  | 2:43.00 |       |
| 39     | María Luisa Muñoz      | ESP  | 2:45.40 |       |
| 40     | Iglandini González     | COL  | 2:47.26 |       |
| 41     | Gulsara Dodoboeva      | TJK  | 2:51.03 | NR    |
| 42     | Gina Coello            | HON  | 3:02.32 |       |
| 43     | Aguida Fatima Amaral   | IOA  | 3:10.55 |       |
| 44     | Rhonda Davidson-Alley  | GUM  | 3:13.58 |       |
| 45     | Sirivanh Ketavong      | LAO  | 3:34.27 |       |
| —      | Nickey Carroll         | AUS  | DNF     |       |
| —      | Anuța Cătună           | ROU  | DNF     |       |
| —      | Valentina Enachi       | MDA  | DNF     |       |
| —      | Martha Ernstdóttir     | ISL  | DNF     |       |
| —      | Garifa Kuku            | KAZ  | DNF     |       |
| —      | Elizabeth Mongudhi     | NAM  | DNF     |       |
| —      | Marleen Renders        | BEL  | DNF     |       |
| —      | Valentina Jegorova     | RUS  | DNF     |       |
| —      | Claudia Dreher         | GER  | DNS     |       |

Mannen:
1896 ·
1900 ·
1904 ·
1908 ·
1912 ·
1920 ·
1924 ·
1928 ·
1932 ·
1936 ·
1948 ·
1952 ·
1956 ·
1960 ·
1964 ·
1968 ·
1972 ·
1976 ·
1980 ·
1984 ·
1988 ·
1992 ·
1996 ·
2000 ·
2004 ·
2008 ·
2012 ·
2016

Vrouwen:
1984 ·
1988 ·
1992 ·
1996 ·
2000 ·
2004 ·
2008 ·
2012 ·
2016